# Język langi
Język langi albo irangi – język z rodziny bantu, używany w Tanzanii. W 1971 roku liczba mówiących wynosiła ok. 95 tys. Według danych z 2007 roku ma ok. 410 tys. użytkowników, w tym ok. 38 tys. monoglotów.